# Bessines
Bessines település Franciaországban, Deux-Sèvres megyében. Lakosainak száma 1882 fő (2022. január 1.). Bessines Frontenay-Rohan-Rohan, Magné, Niort és Saint-Symphorien községekkel határos.

## Népesség
A település népességének változása:
| Lakosok száma | 1629 | 1649 | 1721 | 1675 | 1688 | 1721 | 1774 | 1828 | 1882 |
|               | 2013 | 2015 | 2016 | 2017 | 2018 | 2019 | 2020 | 2021 | 2022 |